# رود كالبرتسون
رود كالبرتسون (بالإنجليزية: Rod Culbertson)‏ هو ممثل بريطاني، ولد في 28 أبريل 1950.

## وصلات خارجية
- رود كالبرتسون على موقع IMDb (الإنجليزية)
- رود كالبرتسون على موقع قاعدة بيانات الفيلم (الإنجليزية)